# Eugène van der Stegen de Schrieck
Eugène van der Stegen de Schrieck de Cesve, né à Louvain le 6 avril 1830 et mort à Rosée le 14 octobre 1907, est un homme politique belge.

## Fonctions et mandats
- Membre du Sénat belge : 1892-1894

## Sources
- Le parlement belge 1831 - 1894: données biographiques, Académie Royale de Belgique, Commission de la Biographie Nationale, 1996 (ISBN 978-2-8031-0140-5), p. 570-571
- Oscar COOMANS DE BRACHÈNE, État présent de la noblesse belge, Annuaire 1999, Brussel, 1999.